# 潘江 (光緒進士二甲)
潘江，安徽省徽州府婺源縣人，清朝政治人物。同進士出身。

## 生平
光緒二年（1876年），參加丙子恩科會試，得貢士第88名。殿試登進士3甲第146名。同年五月（6月3日），經吏部掣簽，授即用知縣。